# 八里桥公园

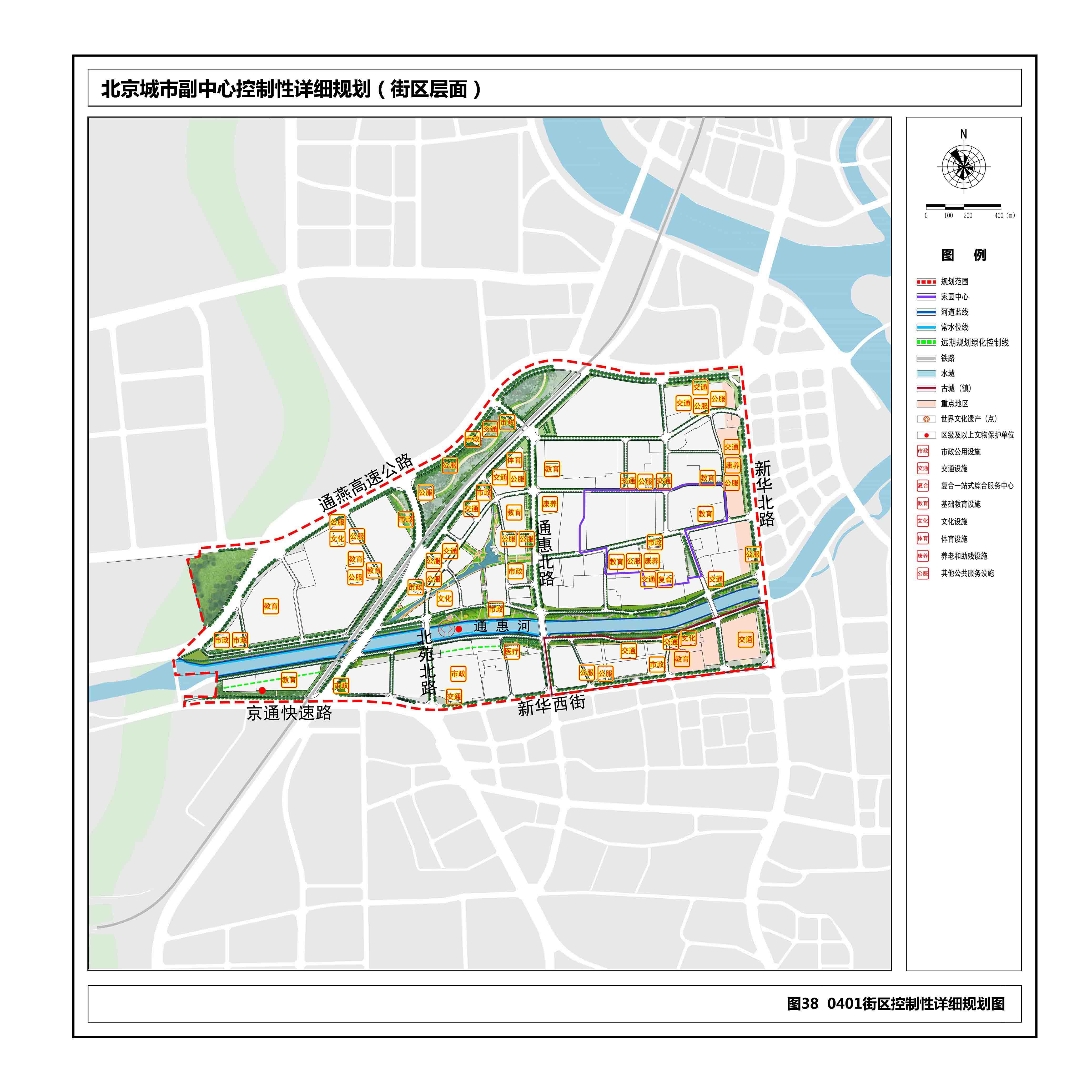
《北京城市副中心控制性详细规划（街区层面）（2016年—2035年）》 0401街区规划图则

八里桥公园是一座北京市朝阳区和通州区交界处的公园，位于朝阳区八里桥1号，在八里桥和长安街延长线以北。公园占地面积32.17公顷，由北京惠合嘉源园林绿化有限公司独立管理。公园的前身是2009年开园的八里桥音乐主题公园。2018年12月开始升级改造。2019年10月改造完成。